# یواس‌اس میسون (دی‌دی‌جی-۸۷)
یواس‌اس میسون (دی‌دی‌جی-۸۷) (به انگلیسی: USS Mason (DDG-87)) یک کشتی است که طول آن ۵۰۹ فوت ۶ اینچ (۱۵۵٫۳۰ متر) می‌باشد. این کشتی در سال ۲۰۰۱ ساخته شد.